# Cazalilla
Cazalilla is een gemeente in de Spaanse provincie Jaén in de regio Andalusië met een oppervlakte van 46,63 km². Cazalilla telt 846 inwoners (1 januari 2016).

## Demografische ontwikkeling
Bron: INE, 1857-2011: volkstellingen